# Élections parlementaires tchécoslovaques de 1946
Les élections à l'Assemblée nationale constituante de la République tchécoslovaque (en tchèque : Volby do Ústavodárného shromáždění Československé republiky) ont eu lieu le dimanche 26 mai 1946. Il s'agit des premières élections en Tchécoslovaquie depuis la fin de  la Seconde Guerre mondiale, la seule avant l'arrivée au pouvoir des communistes et donc les dernières élections démocratiques libres avant la révolution de velours.

## Contexte

### Principaux parties
| Formation | Formation | Idéologie                                                         | Chef de file                         |
| --------- | --- | ----------------------------------------------------------------- | ------------------------------------ |
|           | Parti communiste tchécoslovaque Komunistická strana Československa                                                        | Gauche Communisme, Pro-soviètique                                 | Klement Gottwald                     |
|           | Social-démocratie tchécoslovaque Československá sociální demokracie                                                       | Gauche à Centre gauche Social-démocratie, Pro-soviètique          | Zdeněk Fierlinger (Premier ministre) |
|           | Parti national social tchèque Česká strana národně sociální                                                               | Centre gauche Nationalisme civique, Socialisme national           | Petr Zenkl (en)                      |
|           | Union chrétienne démocrate – Parti populaire tchécoslovaque Křesťanská a demokratická unie - Československá strana lidová | Centre à centre droit Démocratie chrétienne, Conservatisme social | Jan Šrámek                           |
|           | Parti démocrate (en) Demokratická strana                                                                                  | Centre droit à droite Conservatisme, Agrarisme                    | Jozef Lettrich                       |

## Résultats
|                          |                                                             |           |       |        |  |  |  |  |  |
| Parti                    | Parti                                                       | Voix      | %     | Sièges |  |  |  |  |  |
|                          | Parti communiste tchécoslovaque                             | 2 205 697 | 31,19 | 93     |  |  |  |  |  |
|                          | Parti national social tchèque                               | 1 298 980 | 18,37 | 55     |  |  |  |  |  |
|                          | Union chrétienne démocrate – Parti populaire tchécoslovaque | 1 111 009 | 15,71 | 46     |  |  |  |  |  |
|                          | Parti démocrate (en)                                        | 999 622   | 14,14 | 43     |  |  |  |  |  |
|                          | Social-démocratie tchécoslovaque                            | 855 538   | 12,10 | 31     |  |  |  |  |  |
|                          | Parti communiste de Slovaquie (en)                          | 489 596   | 6,92  | 21     |  |  |  |  |  |
|                          | Parti de la liberté (en)                                    | 60 195    | 0,85  | 3      |  |  |  |  |  |
|                          | Parti travailliste (en)                                     | 50 079    | 0,71  | 2      |  |  |  |  |  |
|                          |                                                             |           |       |        |  |  |  |  |  |
| Suffrages exprimés       | Suffrages exprimés                                          | 7 070 716 | 99,17 |        |  |  |  |  |  |
| Votes nuls               | Votes nuls                                                  | 27 250    | 0,38  |        |  |  |  |  |  |
| Votes blancs             | Votes blancs                                                | 32 177    | 0,45  |        |  |  |  |  |  |
| Total                    | Total                                                       | 7 130 143 | 100   | 300    |  |  |  |  |  |
| Abstentions              | Abstentions                                                 | 466 804   | 6,14  |        |  |  |  |  |  |
| Inscrits / participation | Inscrits / participation                                    | 7 596 947 | 93,86 |        |  |  |  |  |  |

## Conséquences
Les résultats de l'élection marquent le renforcement du parti communiste tchécoslovaque : Klement Gottwald devient donc premier ministre et forme un nouveau gouvernement (cs) composé de neuf ministres communistes (six tchèques et trois slovaques (en)), cinq ministres chrétiens-démocrates, quatre ministres chacun pour les démocrates slovaques (en) et le parti national tchèque et trois ministres pour les sociaux-démocrates. Jan Masaryk et Ludvík Svoboda sont ministres sans étiquette, le premier conserve le ministère des Affaires étrangères et le second, le ministère de la Défense nationale.
Cependant, les communistes renforcent progressivement leur contrôle sur le pays. Après que les ministres non communistes aient quitté le cabinet le 25 février 1948, les communistes ont pris le contrôle total du pays.